# Silvija Nedeljković
Silvija Nedeljković (26. mart 1984) je srpska pevačica, učesnica trećeg i voditeljka četvrtog serijala takmičenja "Zvezde Granda" zajedno sa Nemanjom Stevanovićem.

## Biografija
Rođena je u Beogradu, tadašnja SFRJ, današnja Srbija. Roditelji joj se zovu Miodrag i Đurđa, a brat Branimir. Išla je u Osnovnu školu „Đorđe Krstić“ u Beogradu, a zatim u „Srednju grafičku školu“ na Novom Beogradu i nižu muzičku školu „Davorin Jenko“, smer solo pevanje. Između svoje 10. i 16. godine, pohađala je časove glume kod producenta i pisca Miroslava Mike Aleksića.

### Karijera
Učestvovala je u takmičenjima "Idol" (2005), gde je zauzela 5. mesto., i "Zvezde Granda" (2007) gde je zauzela 7. mesto
Po završetku takmičenja "Zvezde Granda", snimila je pesmu "Hani, hani", koja je sa još 11 pesama drugih učesnika ovog takmičenja izašla na CD-u, izdatom za "Grand" produkciju. Nedugo posle finala, njegovi učesnici, među kojima je i ona, krenuli su na turneju koja je obuhvatila sve veće srpske gradove. Sa Nemanjom Stevanovićem je u duetu snimila dve pesme, a sa jednom su osvojili treće mesto na Grand festivalu.

## Takmičenja

### Idol
U ovom takmičenju, Silvija je ispala u polufinalu, ali ju je u finale vratio žiri. Iz takmičenja je ispala 16. aprila 2005. godine, na „Rokenrol“ večeri, zauzevši tako peto mesto. U takmičenju je pevala sledeće pesme:
- Polufinale (Top 50) — „Hero“ od Maraje Keri
- „Moj Idol“ veče (Top 12) — „Black Velvet“ od Alane Majls
- „D.I.S.K.O.“ veče (Top 11) — „I Will Survive“ od Glorije Gejnor
- Veče filmskih hitova (Top 10) — „The Shoop Shoop Song“ od Šer
- „Latino“ veče (Top 9) — „Oye Mi Canto“ od Glorije Estefan
- Veče srpskih hitova (Top 8) — „Prvi sneg“ od Suncokreta
- Veče ljubavnih pesama (Top 7) — „Eternal Flame“ od Banglsa
- „Em-Ti-Vi Altimet“ veče (Top 6) — „Welcome to My Truth“ od Anastasije
- „Rokenrol“ veče (Top 5) — „Ironic“ od Alanis Moriset

### Zvezde Granda
U ovom takmičenju, Silvija je ispala tokom takmičenja, ali ju je u finale vratio žiri, tako da se ponovila situacija iz "Idola". U finalu je zauzela 7. mesto, pošto je ispala posle prvog kruga pevanja. U takmičenju je pevala sledeće pesme:
- "Ista nam je tuga" od Mire Škorić
- "Ja nisam rođena da živim sama" od Ane Bekute
- "Ti si taj što luduje" od Maje Odžaklijevske
- "Obeležena" od Viki Miljković
- "Bol do ludila" od Marije Šerifović (Kada je pevala ovu pesmu, ispala je.[7])

U finalu je pevala pesmu Mire Škorić — "Najbolji prijatelji".

## Zanimljivosti
- Ime je dobila po baki, koja ju je kao malu stalno čuvala i vodila u školu.[8]
- Tokom takmičenja za "Zvezde Granda", novine su pisale o njenoj navodnoj vezi sa, takođe učesnikom ovog takmičenja, Nemanjom Stevanovićem, što je Silvija demantovala tvrdnjama da joj je Nemanja samo dobar prijatelj i ništa više od toga.[9]
- 2007. godine je učestvovala u TV emisiji takmičarskog tipa, "Plesom do snova" gde je kao poznata ličnost plesala sa takmičarem Markom Sekulićem. Međutim, ispali su u drugoj eliminacionoj emisiji.[10]

## Diskografija

### Singlovi
- Hani, hani (2007)
- Na Brzinu (2008)
- Može crni, može plavi (sa Katarinom Živković) (2009)

### Festivali
- 2008. Grand festival — Jedini, Jedina (sa Nemanjom Stevanovićem)

### Dueti
- 2009. — Zbogom Moja Ljubavi

## Spoljašnje veze
- Zvanična internet prezentacija (arhiva)